# 15.º Jamboree Mundial Escoteiro (cancelado)
O 15.º Jamboree Escoteiro Mundial estava programado para ser realizado de 15 a 23 de julho de 1979 e seria hospedado pelo Irã em Nishapur, mas foi cancelado devido à Revolução Iraniana que ocorreu em 1979. O 15.º Jamboree Mundial aconteceria no Parque Escoteiro Omar Khayyám, de 10 quilômetros quadrados, perto das fronteiras do Afeganistão e da então União Soviética.
No entanto, os eventos desestabilizadores da Revolução Islâmica causaram o cancelamento do 15.º Jamboree Mundial perto do final de 1978. Em vez disso, a Organização Mundial do Movimento Escoteiro anunciou o "Ano do Jamboree Mundial", realizando vários acampamentos internacionais do Ano do Jamboree na Austrália, Canadá, Suécia, Suíça e Estados Unidos que aproveitaram o momento. No entanto, vários itens comemorativos já haviam sido feitos para o evento, cuja demanda e valor foram bastante inflados com o cancelamento do Jamboree. Os poucos itens de memoria existentes são de grande valor para colecionadores quando, embora raramente, entram no mercado.
O próximo Jamboree, organizado pelo Canadá em 1983, foi chamado de The Spirit Lives On para mostrar como o espírito de fraternidade internacional do Escotismo poderia superar o revés de cancelar o Jamboree de 1979.